# Curt Herzstark
Curt Herzstark (ur. 26 lipca 1902 w Wiedniu, zm. 27 października 1988 w Nendeln) – austriacki inżynier. Znany z zaprojektowania mechanicznego kalkulatora „Curta”.

## Młodość i początki kariery
Herzstark urodził się w Wiedniu jako syn Marii i Samuela Jacoba Herzstarka. Jego ojciec był niepraktykującym Żydem, a matka, urodzona jako katoliczka, przeszła na luteranizm i w tym duchu wychowała Curta.
Umuzykalnionemu Curtowi Fritz Kreisler, kompozytor, wirtuoz i kuzyn Samuela Herzstarka proponował w 1908 r. edukację muzyczną, ale ojcowskie przekonanie do nauk technicznych zwyciężyło.
Jego ojciec sprzedawał w Wiedniu maszyny biurowe Remington i Burroughs. W 1905 jego rodzina zbudowała fabrykę, w której produkowano kalkulatory oparte na arytmometrach Thomasa de Colmara, wykorzystujących bęben schodkowy.
Od 1912 r. Curt uczęszczał do Realgymnasium. Uczył się tutaj jedynie języka angielskiego, łaciny, lecz prawie żadnej techniki, co ojciec uważał za stratę czasu, więc po zaledwie czterech latach, w 1916 r. Herzstark rozpoczął naukę zawodu mechanika precyzyjnego i narzędziowca w rodzinnej firmie. Wiosną 1916 Samuel Herzstark – w wieku 50 lat – został powołany do służby wojskowej i zwolniony dopiero pod koniec wojny. Matka kontynuowała prowadzenie przedsiębiorstwa, wspierana przez zegarmistrza Johannesa Hayarda. Podczas I wojny światowej fabryka jego rodziny produkowała materiały wojenne (precyzyjne elementy zapalników do szrapneli), opanowując jednocześnie zasady pełnej wymienności części (niem. Austauschbau). Ponieważ w czasie wojny fabryczny park maszynowy uległ zużyciu lub zniszczeniu, Samuel Herzstark zaczął sprzedawać używane kalkulatory do czasu odbudowania fabryki. W tym samym czasie pojawiła się nowa konkurencja, w tym Fritz Walther z Carl Walther Waffenfabrik, który produkował pistolety automatyczne, ale teraz odczuł skutki zakończenia wojny, więc przebranżowił firmę z produkcji broni na wytwarzanie elektrycznych urządzeń do dodawania.
Po odbyciu praktyki zawodowej w 1918 r. uczęszczał do Höhere Staatsgewerbeschule w Wiedniu, gdzie przygotowywał się do pracy związanej z produkcją przyrządów. Po ukończeniu studiów w 1922 r. wrócił do rodzinnego biznesu, aby nauczyć się zawodu. Z ojcem kupili w USA kilkaset używanych urządzeń liczących i zaczęli montować maszyny „Herzstark”.
W 1922 r. rozpoczął pracę w firmie „Astrawerke”, znajdującej się w Chemnitz (Saksonia), w której produkowano maszyny liczące. Jego celem było poznanie tajników ich produkcji. Po powrocie w 1924. rozpoczął pracę jako sprzedawca – demonstrując i sprzedając austriackie kalkulatory poznawał opinie klientów (także w Czechosłowacji i na Węgrzech). W tym okresie firma Herzstarków wyróżniała się spośród innych tym, że oprócz sprzedawania maszyn, zatrudniała także mechaników, którzy potrafili je produkować i naprawiać.
W 1928 r. powstał jego pierwszy wynalazek: Multisummator (zwany także Multimatorem). Maszyna została zaprezentowana na międzynarodowej wystawie maszyn biurowych w Berlinie. Ojciec zarejestrował wtedy (jako szef fabryki, w swoim imieniu) 8 patentów. Do 1936 r. Curt Herzstark sprzedał 2000 maszyn, w tym 200 do 300 typu Multimator. Multimatormaschine zastępowała od trzech do pięciu pracowników, jednak kosztowała tyle, ile samochód.

## Myśl o kalkulatorze
Kalkulatory w tamtych czasach, takie jak Burroughs, Odhner i Arithmometer, były duże, ciężkie i nieporęczne. Więc, choć rynek kalkulatorów wówczas rozkwitał, Herzstark uznał, że potrzebna jest maszyna licząca, która mieści się w kieszeni, przydatna m.in. dla majstrów budowlanych, architektów i celników. Zdawał sobie sprawę z utrudnień u tego typu użytkowników generowanych przez konieczność 10 kilometrowej marszruty do biura w celu wykonania obliczeń. Dostępne wówczas suwaki logarytmiczne nie były przydatne dla ich celów, gdyż nie pozwalały na realizowanie operacji dodawania i odejmowania.
Z tego powodu rozpoczął projektowanie kalkulatora w 1930 r. „od końca” – zaczął od wyglądu zewnętrznego i doświadczeń użytkowników. Uznał, że taka maszyna nie powinna być kostką lub suwakiem, lecz musi mieć kształt cylindra. Przy odpowiedniej miniaturyzacji możliwe będzie trzymanie go w jednej ręce i, zamiast używać klawiatury, ustawiać położone na bocznych ścianach cylindra suwaki w odpowiednich pozycjach drugą ręką, natomiast wynik może pojawiać się u góry.
Zaprojektowanie (w 1937 r.) prostego mechanizmu do dodawania i mnożenia odbyło się bez większych problemów. Wyzwaniem było zaprojektowanie mechanizmu realizującego odejmowanie i dzielenie. W trakcie podróży pociągiem przez Schwarzwald Curt Herzstark wpadł na pomysł realizacji operacji odejmowania poprzez dodawanie uzupełnienia liczby. Znalezienie dopełnienia liczby polega na odjęciu każdej cyfry od dziewięciu. Dodając liczbę do uzupełnienia innego numeru można symulować odejmowanie. Na przykład, obliczenie wyniku 788139 minus 4890, polega na znalezieniu dopełnienia liczby 004890, dopełnieniem tym jest 995109. W kolejnym etapie należy dodać 788139 i 995109, co daje w wyniku 1783248. W przedostatnim etapie należy usunąć najbardziej znaczącą cyfrę, aby otrzymać 783248. Na koniec wystarczy dodać jeden, aby znaleźć wynik odejmowania: 783 249. Ten sam algorytm jest obecnie stosowany w komputerach.

Mechanizm koła Leibniza wykorzystywany w kalkulatorze „Curta”

Dzięki temu możliwe było zbudowanie kalkulatora z tylko jednym bębnem, z wykorzystaniem dwóch rzędów zębów.

## W trybach historii
W 1938 r., kiedy był kierownikiem technicznym firmy zmarłego rok wcześniej ojca Rechenmaschinenwerk „Austria”, Herzstark & Co., ukończył już projekt kalkulatora „Curta”, ale nie mógł go wyprodukować z powodu niemieckiej aneksji Austrii. W 1938 r. Hertzstark złożył wnioski o dwa patenty (Deutsches Reichspatent №747073 i 747074) na swój nowy projekt i wykonał kilka prototypów podstawowego mechanizmu z plastiku bakelitowego. Opatentowane zostały uzupełnieniowy bęben schodkowy i przekładnia redukcyjna. 
Jego plany przerwała wojna. Firma otrzymała polecenie wykonywania urządzeń pomiarowych dla armii niemieckiej – mierników dla czołgów Panzer.
W 1943 r. dwie osoby z jego fabryki zostały aresztowane za rozpowszechnianie treści nadawanych przez angielskie stacje radiowe, które kopiowali za pomocą maszyny do pisania. Po odnalezieniu kopii maszynopisu zidentyfikowano użytą maszynę do pisania, której właściciel nazwiskiem Zur, jeden z jego mechaników – dostał wyrok śmierci. Drugi, Britner, otrzymał wyrok dożywocia, co wówczas było dużo gorsze. Curt próbował interweniować w ich sprawie w gestapo, jednak został wyrzucony, gdyż gestapowcy uznali za bezczelność wstawienie się pół-Żyda za tymi ludźmi. W wyniku zaistniałego sporu Herzstark trafił do Buchenwaldu.

### Więzienie i obóz koncentracyjny Buchenwald
Oskarżony o wspieranie Żydów i elementów wywrotowych, a także o niemoralny związek z aryjską kobietą, Herzstark został aresztowany. Po aresztowaniu został osadzony w więzieniu dla Żydów w Wiedniu, a następnie deportowany do więzienia Pankrác w Pradze, gdzie musiał dzielić celę z 50 innymi więźniami bez łóżek i z torturami na porządku dziennym. W Buchenwaldzie trafił do fabryki nazwanej na cześć Wilhelma Gustloffa, połączonej z obozem, w której pracowano nad tajnymi projektami wojskowymi. Raporty armii o precyzji produkcji firmy „Austria”, a zwłaszcza o technicznej wiedzy Herzstarka, skłoniły nazistów do traktowania go jako „niewolnika-inteligenta” (intelligence-slave), dzięki czemu przysługiwała mu pewna ochrona. Inżynier zarządzający uczynił Herzstarka odpowiedzialnym za części precyzyjne, które miały być wykorzystane do wystrzelenia rakiet balistycznych w Peenemünde. Przez następne dwa lata tworzył komponenty do rakiet V2.
Początkowo uważany przez współwięźniów za szpiega, z czasem zdobył ich przychylność. Hertzstark podał przykład umierającego prawnika, którego zabrał do fabryki na stworzone przez siebie stanowisko inspektora, posadził z mikrometrem, a w razie kontroli kaszlał, by tamten udawał zapracowanego. 
Rozpoznany w obozie przez Fritza Walthera, dawnego konkurenta i producenta broni, który był przekonany o jego zdolnościach, zyskał lepsze warunki pobytu. Wtedy też otrzymał propozycję – kazano mu kontynuować pracę, aby naziści mogli zaprezentować maszynę Führerowi jako dar po zakończonej zwycięstwem wojnie, obiecując także możliwość zostania uznanym za Aryjczyka. Otrzymał specjalne racje żywnościowe jako motywację i ostatecznie przeżył obóz koncentracyjny.
Po bombardowaniach obozu przez aliantów, część wciąż działającej fabryki została przeniesiona do opuszczonej kopalni soli w Billroda, 30 kilometrów od Buchenwaldu. Tutaj, 600 metrów pod powierzchnią, Niemcy próbowali wznowić produkcję. Na dwa dni przed wyzwoleniem więźniowie wrócili do Buchenwaldu.
Herzstark prawie skończył szkice 11 kwietnia 1945 r., kiedy zobaczył nadjeżdżające z północy jeepy. Amerykańscy żołnierze poinformowali więźniów o uwolnieniu.

## Rozwój firmy
Kilka dni po tym, jak Amerykanie wyzwolili Buchenwald, Herzstark udał się do Weimaru do fabryki Rheinmetallwerke w Sömmerda z planami kalkulatora przerysowanymi z pamięci. Swoje rysunki przywiózł do jednej z nielicznych wciąż stojących fabryk, gdzie zbadali je mechanicy. Rysunki były na tyle czytelne i jasne, że budowa trzech prototypów potrwała tylko dwa miesiące. Został mianowany dyrektorem fabryk Rheinmetall i nadzorował ich odbudowę. Po zajęciu Weimaru przez Rosjan (Poczdam), Herzstark wrócił w grudniu 1945 do Wiednia. Remington Rand, amerykańska firma produkująca maszyny biurowe, początkowo wykazywała pewne zainteresowanie, ale do współpracy nigdy nie doszło. Rząd Austrii odrzucił patent. Europa była bez infrastruktury do rozpoczynania nowych projektów.
Nie chcąc kontynuować działalności w fabryce Herzstarków, w której działał jego młodszy brat Ernst i który zażądał udziału w wynalazku brata, gdyby miał być tam wyprodukowany, skontaktował się ze szwajcarską firmą Jost, zajmującą się maszynami do pisania i kalkulatorami. W czasie trwania negocjacji z Jostem zainteresował się propozycją Liechtensteinu.

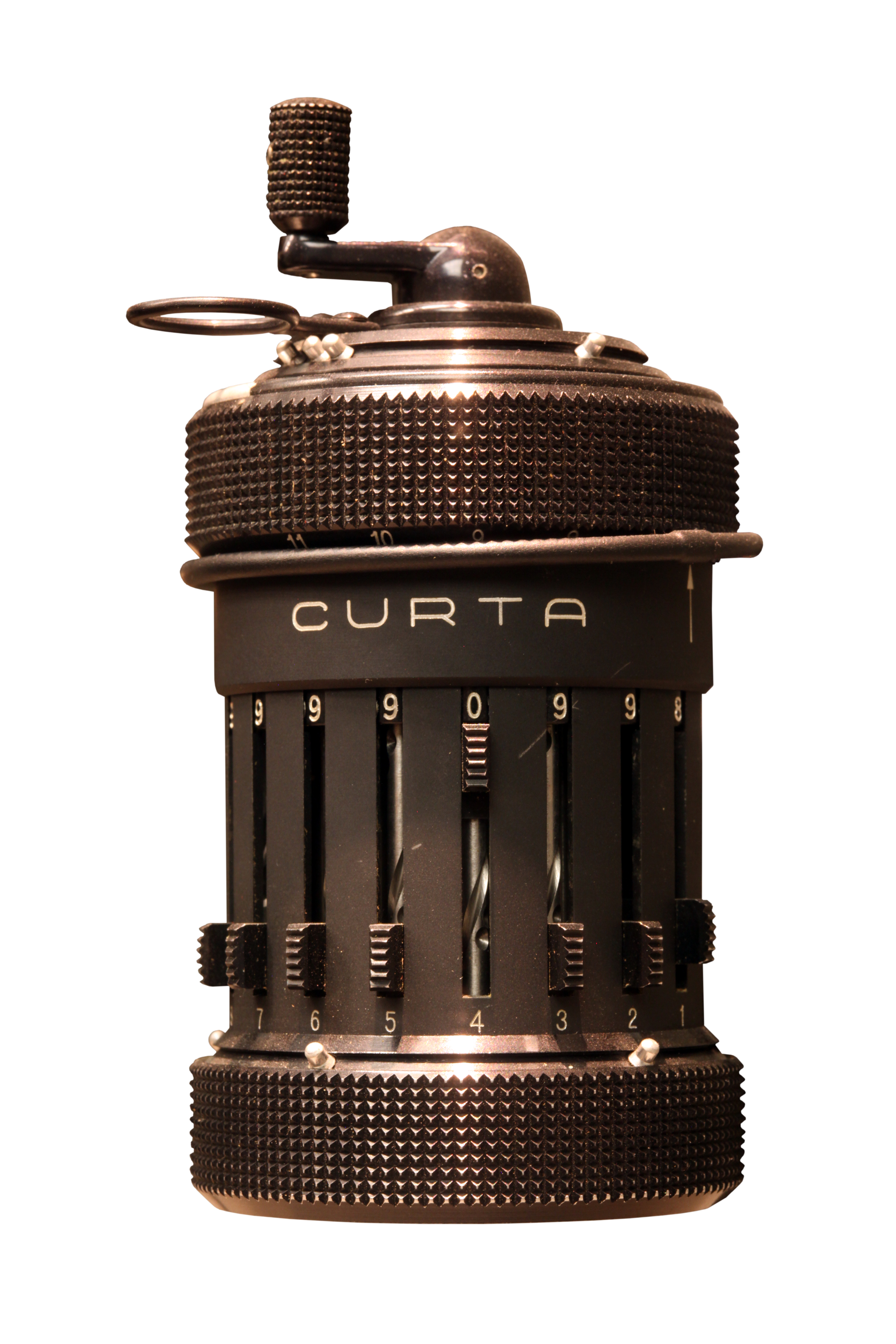
Kalkulator „Curta”

Liechtenstein był w tym czasie krajem prawie całkowicie rolniczym, a jego głównym przemysłem była produkcja sztucznych zębów. Książę Franciszek Józef II chciał modernizować swoje księstwo. Herzstark pokazał swoje modele członkom rodziny książęcej, ministrom i specjalistom od patentów. Rozmowy przebiegły pomyślnie, oferta była najbardziej intratna ze wszystkich. W Mauren w Liechtensteinie zbudowano fabrykę, której Herzstark był dyrektorem technicznym, mając 35% udziałów, chociaż obiecywano mu więcej.
Ostrożne szacunki specjalistów od sprzedaży wskazywały zapotrzebowanie na 10 milionów takich kalkulatorów.
Oryginalną nazwą kalkulatora miał być „Lilliput”, jednak na targach w Bazylei w 1948 r. Ramaker, przedstawicielka handlowa firmy, zauważyła, że kalkulator to „dziecko” Herzstarka, więc „kiedy ojciec jest Curtem, córka powinna być Curtą”.
Wniosek o patent został złożony ponownie w USA (nr 2,525,352 z 9 stycznia 1948 r.).
Produkcję mechanicznych kalkulatorów rozpoczęto w 1948 r. w nowej firmie w Mauren „Contina” AG (założonej w 1946 r.). Wszystkie części (z wyjątkiem kilku śrubek) były produkowane ręcznie. Kalkulatory trafiły na rynek w 1949 r. i kosztowały 125 dolarów (przy drugiej wersji cena wzrosła do 175 dolarów). 
Herzstark cierpiący wówczas na nieregularne ataki gruźlicy nie podejrzewał, że biznesmeni pracujący na zlecenie rodziny książęcej próbowali wyeliminować go z interesu używając wszelkich sposobów. Zamiast zostać równorzędnym współwłaścicielem fabryki maszyn liczących, inżynier został w krótkim czasie wyeliminowany. Na dorocznym walnym zgromadzeniu akcjonariuszy w 1949 r. Herzstarka, który nie miał wpływu na zarządzanie, poinformowano, że firma jest zadłużona na dwa miliony franków szwajcarskich, a należący do księcia Bank Liechtensteinu domaga się jej reorganizacji. Herzstark pozostał z niczym.
W 1951 r. Curt Herzstark wygrał proces o patent z Continą, zarejestrowany na jego nazwisko (o czym zapomnieli prawnicy księcia). W 1952 r. przedsiębiorstwo zgodziło się na wypłacenie mu niewielkiej kwoty. Herzstark ubolewał nad niekompetentną  promocją i złą organizacją sprzedaży swojego urządzenia, wskutek których nie zbliżono się nawet do prognozowanych wyników sprzedaży. Dwa powstałe modele sprzedano w liczbie 150 000 sztuk.
W 1966 r. źle zarządzana Contina została kupiona przez firmę Hilti. Ostatni kalkulator „Curta” został wyprodukowany w listopadzie 1970 r., ale sprzedaż trwała do lat 1972–1973.
Kalkulator stał się przestarzały wraz z nadejściem ery elektronicznych kalkulatorów w latach 70. XX wieku.

## Schyłek życia
Kalkulator „Curta” pozostał jego opus magnum. We wczesnych latach 50. wynalazca opuścił Continę, potem doradzał włoskim i niemieckim producentom maszyn biurowych. Mieszkał w skromnym apartamencie w Liechtensteinie.

## Życie prywatne
15 listopada 1946 r. Curt Herzstark ożenił się z Herthą Spindler. Syn Curt Albert urodził się 29 grudnia 1946. 15 września 1948 r. w Vaduz urodziła się córka Christa, Viktoria. Wskutek niepowodzeń Herzstarka w biznesie, w 1954 r. żona z dziećmi wróciła do Wiednia. Herzstark zmarł w wieku 85 lat, w 1988 r. w Nendeln w Liechtensteinie.